# Centre de doctrine d'emploi des forces
Dans l'armée française, le Centre de doctrine d'emploi des forces (CDEF) était chargé d'élaborer la doctrine d’emploi des forces de l’armée de terre française, qui vise à garantir leur meilleure performance en opérations. Il était localisé à l'École militaire.
Le Centre de Doctrine et d’Enseignement du Commandement  (CDEC) reprend ses missions en 2016, localisé sur le même site, mais avec une vocation plus large.

## Historique
Le 1er juillet 2004,  le Commandement de la doctrine et de l'enseignement militaire supérieur de l'armée de terre (CDES) a été scindé en deux  organismes, le Centre de Doctrine d'Emploi des Forces (CDEF) et le Collège d'enseignement supérieur de l'Armée de terre (CESAT), dédiés respectivement à la doctrine, et à l'enseignement militaire supérieur (EMS).
Ces deux organismes sont à nouveau fusionnés en 2016 au sein du CDEC.
Sa devise est : « Par les forces, pour les forces ».

## Publications
Le CDEF publie :
- Doctrine Revue militaire générale trimestrielle
- Héraclès Lettre d'information et d'échanges de la communauté doctrinale
- Les cahiers de la recherche doctrinale, Les cahiers du RETEX[1], Les cahiers de la réflexion doctrinale et le Recueil de fiches de la recherche doctrinale, qui reprennent les différentes études menées à partir des expériences récentes de l'Armée Française

Toutes ces publications sont accessibles sous format Pdf 

## Listes des commandants
- 2004-2005 : Général Gérard Besacier
- 2005-2008 : Général Vincent Desportes
- Depuis 2008 : Général Thierry Ollivier